# Enchiridium japonicum
Enchiridium japonicum is een platworm (Platyhelminthes). De worm is tweeslachtig. De soort leeft in het zoute water.
Het geslacht Enchiridium, waarin de platworm wordt geplaatst, wordt tot de familie Prosthiostomidae gerekend. De wetenschappelijke naam van de soort werd voor het eerst geldig gepubliceerd in 1943 door Kato.